# Emoia reimschisseli
Emoia reimschisseli — вид сцинкоподібних ящірок родини сцинкових (Scincidae). Ендемік Індонезії.

## Поширення і екологія
Emoia reimschisseli мешкають на островах Хальмахера, Моротай і Кей в архіпелазі Молуккських островів, а також спостерігалися на острові Вокам в групі островів Ару, на острові Сулара та на острові Батанта в архіпелазі Раджа-Ампат. Вони живуть у вологих рівнинних тропічних лісах та в садах, серед опалого листя. 